# 3 000 mètres féminin aux championnats du monde d'athlétisme 1983
Navigation
Rome 1987
L'épreuve du 3 000 mètres féminin des championnats du monde d'athlétisme 1983 s'est déroulée les 8 et 10 août 1983 dans le Stade olympique d'Helsinki, en Finlande. Elle est remportée par l'Américaine Mary Decker.

## Résultats

### Finale
| Rang               | Athlète              | Pays                 | Temps         | Notes |
| ------------------ | -------------------- | -------------------- | ------------- | ----- |
| Médaille d'or      | Mary Decker          | États-Unis           | 8 min 34 s 62 |       |
| Médaille d'argent  | Brigitte Kraus       | Allemagne de l'Ouest | 8 min 35 s 11 |       |
| Médaille de bronze | Tatyana Kazankina    | Union soviétique     | 8 min 35 s 13 |       |
| 4                  | Svetlana Ulmasova    | Union soviétique     | 8 min 35 s 55 |       |
| 5                  | Wendy Sly            | Royaume-Uni          | 8 min 37 s 06 |       |
| 6                  | Agnese Possamai      | Italie               | 8 min 37 s 96 | NR    |
| 7                  | Jane Furniss         | Royaume-Uni          | 8 min 45 s 69 |       |
| 8                  | Natalya Artyomova    | Union soviétique     | 8 min 47 s 98 |       |
| 9                  | Aurora Cunha         | Portugal             | 8 min 50 s 20 |       |
| 10                 | Lynn Kanuka-Williams | Canada               | 8 min 50 s 20 |       |
| 11                 | Cornelia Bürki       | Suisse               | 8 min 53 s 85 |       |
| 12                 | Eva Ernström         | Suède                | 8 min 57 s 59 |       |
| 13                 | Christine Benning    | Royaume-Uni          | 8 min 58 s 01 |       |
| 14                 | Lorraine Moller      | Nouvelle-Zélande     | 9 min 02 s 19 |       |
| 15                 | Alison Wiley         | Canada               | 9 min 15 s 35 |       |

## Légende
Records et Performances
- AR : Record continental (area record)
- CR : Record des championnats (championship record)
- MR : Record du meeting (meet record)
- NR : Record national (national record)
- OR : Record olympique (olympic record)
- PR : Record paralympique (paralympic record)
- PB : Record personnel (personal best)
- SB : Meilleure performance personnelle de la saison (season's best)
- WL : Meilleure performance mondiale de l'année (world leader)
- WJR : Record du monde junior (world junior record)
- WR : Record du monde (world record)

Circonstances et Conditions
- DNF : N'a pas terminé (did not finish)
- DNS : N'a pas pris le départ (did not start)
- DQ : Disqualification (disqualification)
- NM : Aucun essai valable enregistré (No Mark)
- Q : Qualifié « directement » au prochain tour (ou à la prochaine compétition), lors d'une compétition majeure, grâce au classement ou à la réalisation des minima (automatic qualifier)
- q : Qualifié au prochain tour (ou à la prochaine compétition), lors d'une compétition majeure, grâce au repêchage ou à la réalisation de l'une des meilleures performances parmi celles des « non qualifiés directement » (grâce au meilleur temps ou à la meilleure distance par exemple) (secondary qualifier)